# آرییه
آرییه (به صربی: Arilje) یک شهرستان در صربستان است که در ناحیه زلاتیبور واقع شده‌است. آرییه ۳۵۰ متر بالاتر از سطح دریا واقع شده‌است.